# Friedenskirche (Berlin-Niederschöneweide)

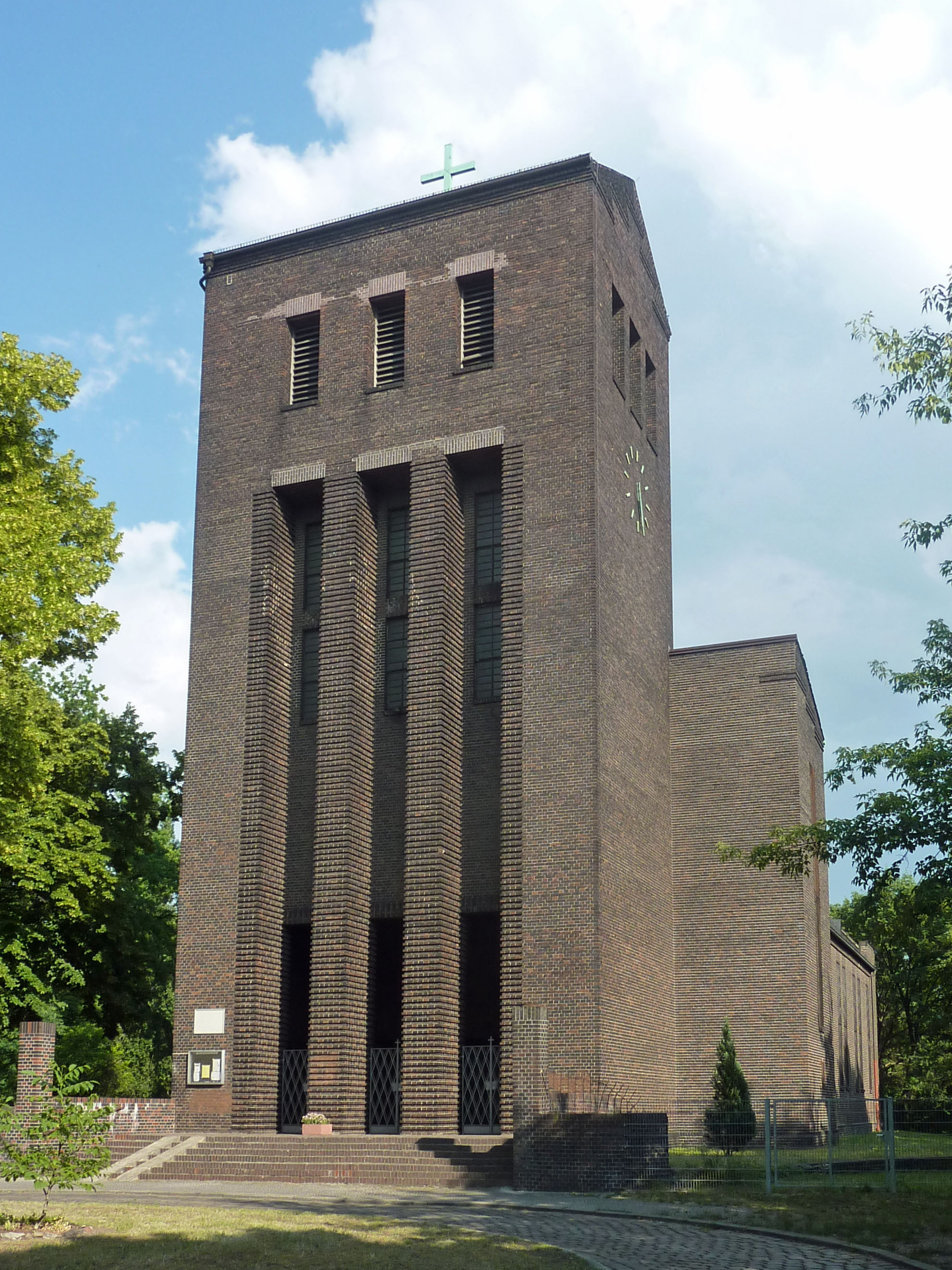
Evangelische Friedenskirche

Die evangelische, denkmalgeschützte Friedenskirche ist ein Kirchengebäude in der Britzer Straße im Berliner Ortsteil Niederschöneweide des Bezirks Treptow-Köpenick. Sie entstand nach einem Entwurf der Architekten Fritz Schupp und Martin Kremmer im Architekturstil des Backsteinexpressionismus und wurde am 11. Mai 1930 eingeweiht.

## Geschichte
Im Jahr 1927 schrieb die Kirchengemeinde in Niederschöneweide, die am 1. April 1908 von der St.-Laurentius-Gemeinde in der damaligen Stadt Köpenick abgezweigt worden war, einen Architektenwettbewerb aus. Für ein großes Grundstück sollten eine Kirche, ein Gemeindezentrum mit Gemeindesaal und weiteren Gemeinderäumen, ein Kindergarten und ein Pfarrhaus entworfen werden. Der preisgekrönte Entwurf sah einen verwinkelten Gebäudekomplex mit höhengestaffelten Gebäudetrakten vor. Finanzielle Gründe verhinderten diese Pläne, nur das Kirchengebäude wurde verwirklicht. Im Zweiten Weltkrieg brannte die Kirche aus. Seit 1953 wird sie nach erfolgter Wiederherstellung mit Veränderungen im Inneren wieder zu Gottesdiensten genutzt.

## Baubeschreibung

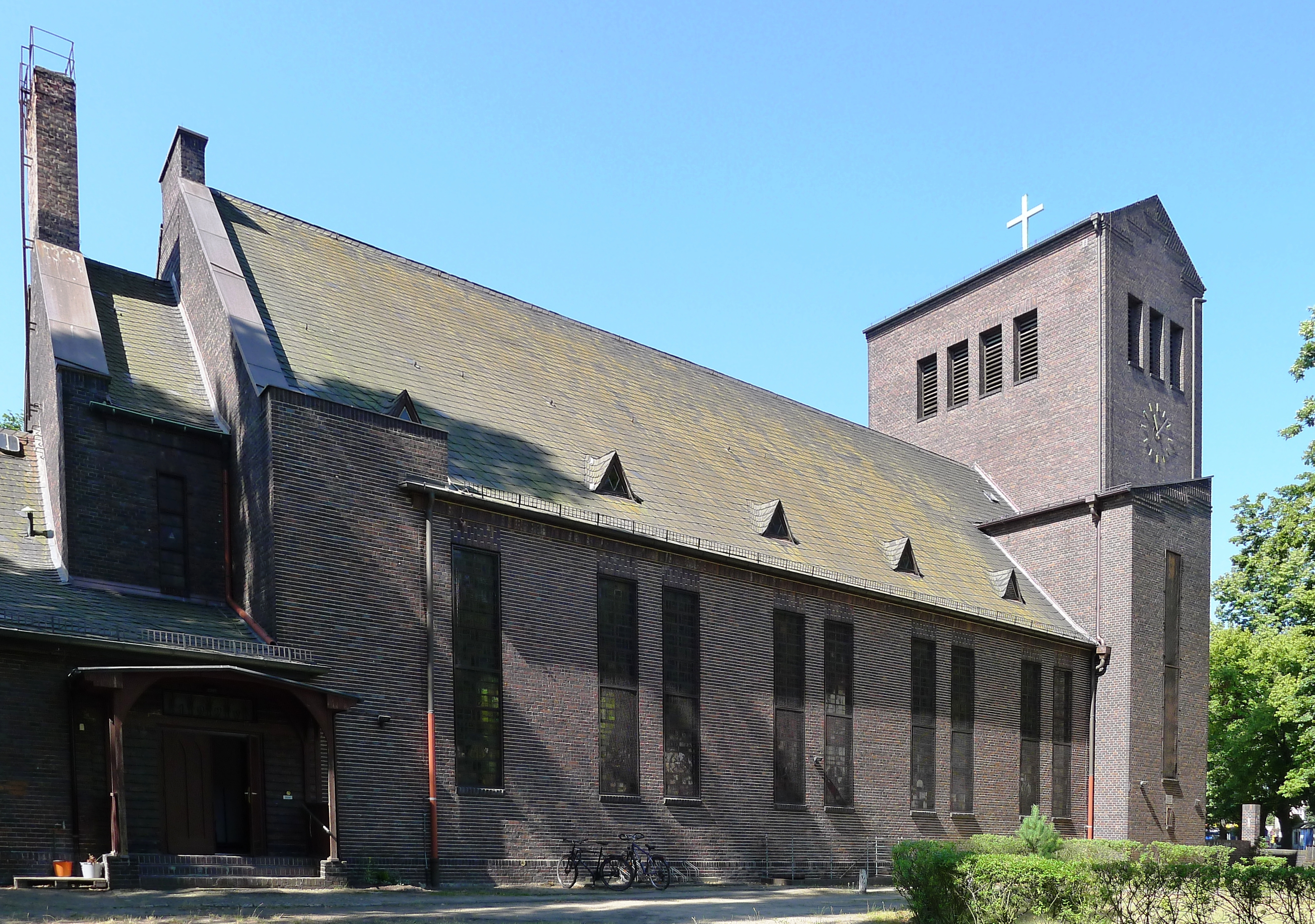
Seitenansicht der Kirche

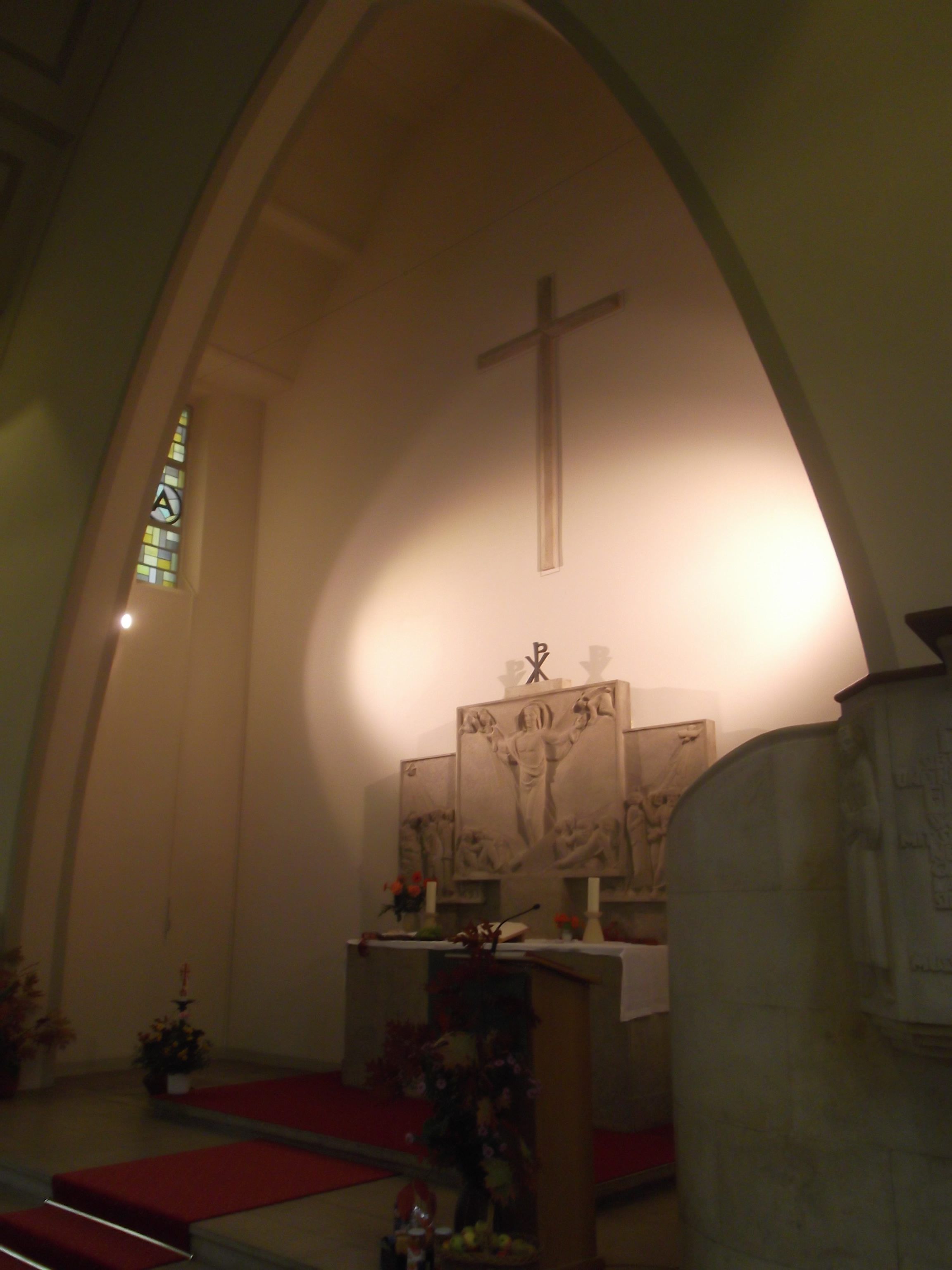
Blick zum Altar

Die Architekten knüpfen an die schlichten Formen des märkischen Kirchenbaus an, obwohl das Bauwerk in Teilen wie ein Industriebauwerk aussieht. Den Innenraum gestalteten sie jedoch eindeutig als Sakralbau. Der Mauerwerksbau ist mit rotbraunen Klinkern verblendet. Über eine breite Freitreppe wird die offene Vorhalle im monumentalen Glockenturm erreicht. Die Fassade des Turms ist durch hohe gebänderte Pfeiler in drei tief eingeschnittene Nischen unterteilt. Im unteren Drittel liegen die Eingänge zu einer Vorhalle, im oberen sind Fenster angebracht. Über diesen Wandöffnungen sind nochmals drei Rechteckfenster angeordnet. Über den drei Schallöffnungen schließt der Turm mit einem Satteldach ab. Von der Vorhalle führen drei Portale in den Vorraum. An der Rückseite des Turmes befindet sich ein Gebäudeteil, das wie ein Querschiff wirkt, weil es über die seitlichen Turmmauern hinausgeht. Dadurch erscheint die Fassade breiter. Dieses Querschiff enthält die Treppenhäuser zu den Emporen. Dazwischen liegt im Erdgeschoss die Eingangshalle. Das längsrechteckige Kirchenschiff hat fünf Joche. Es ist mit einem Satteldach bedeckt, in den Dachflächen befinden sich über jedem Joch eine Spitzgaube. Die Außenwände haben hohe schmale Fenster, zum Teil sind sie zweibahnig. Die hohe Leimbinderkonstruktion gibt dem Langhaus ein gotisches Gepräge. Die Holzbinder setzten am Fußboden an und überspannen spitzbogig die gesamte Breite des Kirchsaals. Die Flächen des spitzbogigen Tonnengewölbes sind mit Holz ausgefacht. Der Bogen des Chors wurde tief gezogen und bildet eine Art Triumphbogen um die spitzbogige Öffnung der niedrigen, quadratischen Altarnische.
Die Empore, auf der die Orgel steht, geht über die gesamte Breite des Kirchenschiffs. Darüber, zwischen den beiden Treppenhäusern befindet sich eine weitere Empore. 1983 wurde der Raum unter der Orgelempore durch Einbau einer Glaswand als Winterkirche eingerichtet. Die ehemalige Sakristei sowie die Brauthalle an der Ostseite wurden beim Wiederaufbau zu einem Gemeindesaal zusammengefasst.
Von der Erstausstattung ist das Altarretabel aus Kunststein von August Rhades erhalten. In drei Reliefs werden die Anbetung, die Auferstehung und die Ausgießung des Heiligen Geistes dargestellt. Ebenfalls sind noch die Kanzel und das Taufbecken aus Kalkstein vorhanden.